# Johnny Lattner
John Joseph „Johnny“ Lattner (* 24. Oktober 1932 in Chicago, Illinois; † 12. Februar 2016 in Melrose Park, Illinois) war ein amerikanischer American-Football-Spieler.
Er spielte zwischen 1951 und 1953 College Football als Halfback für die Fighting Irish der University of Notre Dame und erhielt 1952 und 1953 den Maxwell Award sowie 1953 die Heisman Trophy für den besten Spieler. Damit ist er neben Tim Tebow der bisher einzige College-Football-Spieler, der zweimal mit dem Maxwell Award ausgezeichnet wurde, und der vierte Heisman-Gewinner in der Geschichte der Notre Dame Fighting Irish.
Im NFL Draft 1954 wurde er in der ersten Runde von den Pittsburgh Steelers verpflichtet, für die er allerdings nur eine Saison lang spielte. Er trat anschließend 1955 in die United States Air Force ein, wo er sich während eines Football-Spiels eine schwere Knieverletzung zuzog. 1957 kehrte er zu den Pittsburgh Steelers zurück, beendete seine Karriere jedoch nach einem Trainingslager aufgrund seiner Knieprobleme.
Nach dem Ende seiner aktiven Laufbahn war er kurzzeitig als Footballtrainer an einer Highschool in Wisconsin und an der University of Denver tätig. Er besaß später unter anderem ein Restaurant in Chicago und war bis kurz vor seinem Tod als stellvertretender Verkaufsleiter für ein Druck- und Werbestudio tätig. 
Johnny Lattner wurde 1979 in die College Football Hall of Fame aufgenommen. Er starb am 12. Februar 2016 infolge eines Mesothelioms im Alter von 81 Jahren.